# 920 Rogeria
920 Rogeria
920 Rogeria là một tiểu hành tinh bay quanh Mặt Trời.